# Stefan Lövgren
Stefan Lövgren (Partille, 21 dicembre 1970) è un ex pallamanista e dirigente sportivo svedese, membro del Comitato esecutivo dell'EHF.
Giocò inizialmente nel campionato svedese (nel Skepplanda ed a Göteborg) e nel 1998 passò alla Bundesliga tedesca col TV Niederwürzbach. Il rapporto con tale squadra durò però pochi mesi e Lovgren si trasferì al THW Kiel dove giocavano molti suoi connazionali e dove fu nominato capitano. A Kiel ha vinto 4 Bundesliga ed una EHF Champions League.
Con la nazionale ha segnato 1138 gol in 268 partite.